# Davidsonia jerseyana
Davidsonia jerseyana, también conocida como ciruela de Davidson o ciruela Mullumbimby,  es una especie de árbol perteneciente a la familia de las cunoniáceas.

## Distribución geográfica
Es un árbol pequeño y delgado que es endémico de un área restringida al norte de Nueva Gales del Sur en la costa este de Australia. La fruta se parece superficialmente a la ciruela, pero no está relacionada. Existen otras dos especies de Ciruela de Davidson.

## Descripción
La especie crece generalmente 5 metros de alto. Es nativo de los bosques subtropicales de tierras bajas, donde es considerado una especie en peligro. Sin embargo, es ampliamente cultivado por su fruta ácida comestible, la cual es usada comercialmente en preparaciones de mermeladas, bebidas alcohólicas, helados y salsas.
El árbol se propaga por semilla y típicamente empieza a producir semilla al cuarto año. Los frutos salen del tronco, y de esta manera eso sirve para proteger el fruto de las quemaduras del sol. En el mercado están mostrando una preferencia por el nombre indígena, Ooray, para describir  esta fruta.
Le gusta la protección del pleno sol y el viento cuando joven, humedad del suelo adecuada, y una buena nutrición del suelo.